# Friare kan ingen vara
Friare kan ingen vara: den amerikanska idén från revolution till Reagan är en bok skriven av den svenske författaren och journalisten Göran Rosenberg, utgiven 1991 på bokförlaget Norstedts.

## Innehåll
Boken handlar om den amerikanska idéhistorien från USA:s grundande i och med amerikanska revolutionen fram till Ronald Reagans tid som president under 1980-talet. Boken väckte mycket uppmärksamhet när den kom och fick lysande recensioner. Per T. Ohlsson, politisk chefredaktör på Sydsvenska Dagbladet, betecknade den som ”nittiotalets viktigaste bok” och den amerikanske professorn Joe Board beskrev den som "den bästa boken om amerikansk politisk historia som skrivits av en europé under de senaste åren".
År 2004 utkom en reviderad utgåva av boken med två nyskrivna kapitel, som bland annat följer den amerikanska idéutvecklingen efter 11 september-attackerna 2001.
Bokens titel är en travesti på en i Sverige välkänd kristen sång, Tryggare kan ingen vara, som skrevs av Lina Sandell-Berg under 1850-talet.